# Luis Elizalde Urruzola
Luis Elizalde Urruzola (Madrid 1868 - San Sebastián 1934) fue un arquitecto español que transitó por el clasicismo, el modernismo, el regionalismo (incluyendo el vasco) y el racionalismo.
Proyectó edificios emblemáticos de la ciudad como  las estaciones del funicular y el  remate del  torreón de Igueldo,   el hotel de Londres e Inglaterra,  la ampliación y modernización del palacio de Miramar o la urbanización del barrio del Antiguo entre otros.
Desde el punto de vista ornamental es destacable la utilización que hizo de las barandillas de "falsa madera" que hoy en día perduran en Igueldo.
En 1915 organizó el VI Congreso Nacional de Arquitectos en San Sebastián.

## Biografía
Nació en Madrid a donde se había trasladado su padre como profesor de matemáticas. 
Cursó los estudios superiores en la Escuela de Arquitectura de Madrid junto con su primo, también arquitecto, Ramón Cortazar Urruzola.
Tras la obtención del título en 1891 se trasladó a San Sebastián, junto con su primo,  al  gabinete técnico de su tio, ya fallecido, Antonio Cortazar.
Luis Elizalde, a través de diferentes edificios dispersos por la ciudad,  es considerado como uno de los artífices del modernismo en San Sebastián.
Entre sus obras destacadas está el hotel de Londres y de Inglaterra, la ampliación del palacio de Miramar,  el torreón de Igueldo, las estaciones del funicular de Igueldo y el edificio del restaurante del parque o la iglesia de Ayete entre otras.
En 1921 Luis Elizalde ganó el proyecto para urbanizar el barrio del Antiguo de San Sebastián y los jardines de Ondarreta.
Ornamentalmente plasmó su gusto por las barandillas como las de "falsa madera" que son imitaciones de troncos de madera realizadas con mortero de cemento y lechada sobre una armadura metálica. Aunque su aspecto es irregular y artesanal, su fabricación supuso el desarrollo de una tecnología paralela a la introducción del hormigón armado en la edificación.
En 1914 Luis Elizalde era presidente de la Asociación de Arquitectos de Guipúzcoa cuando se propuso a San Sebastián para preparar el VI Congreso Nacional de Arquitectos que se celebró en 1915.
Falleció en 1934 a la edad de 66 años.